# 国立病院機構指宿医療センター
独立行政法人国立病院機構指宿医療センター（どくりつぎょうせいほうじんこくりつびょういんきこういぶすきいりょうセンター）は、鹿児島県指宿市十二町にある医療機関。独立行政法人国立病院機構が運営する病院である。旧国立指宿病院→独立行政法人国立病院機構指宿病院。政策医療分野におけるがん、成育医療の専門医療施設であり、南薩保健医療圏（枕崎市・指宿市・南さつま市・南九州市）の地域医療支援病院の承認を受ける。鹿児島県立指宿特別支援学校が隣接する。病院の理念は「患者さまにやさしく、地域に信頼される　良質な医療の提供を目指します」というものである。

## 沿革
- 1939年10月30日 - 傷痍軍人鹿児島療養所として創設。
- 1945年12月1日 - 厚生省に移管、国立鹿児島療養所として発足。
- 1968年4月1日 - 国立療養所から国立病院への変更により、国立指宿温泉中央病院に改称。
- 1981年4月3日 - 国立指宿病院に改称。
- 2004年4月1日 - 独立行政法人国立病院機構発足に伴い、独立行政法人国立病院機構指宿病院に改称。
- 2008年3月25日 - 地域医療支援病院の承認を受ける。
- 2009年11月1日 - 鹿児島県がん診療指定病院の指定を受ける[注釈 1]。
- 2009年12月1日 - ヘリポートの運用を開始[2]。
- 2013年5月1日 - 独立行政法人国立病院機構指宿医療センターに改称。

## 診療科
- 内科
- 脳血管内科
- 神経内科
- 呼吸器科
- 消化器科
- 循環器科
- 小児科
- 外科
- 眼科
- 泌尿器科
- 産婦人科
- 放射線科
- リハビリテーション科

## 特色
- 病院敷地内に「指宿病院ヘリポート」がある。平成21年12月1日より運用を開始し、主に重症患者の鹿児島市内への搬送に使用している。鹿児島県内の中で病院に隣接するヘリポートを持つのは指宿病院が初めてである。
- 「プライマリー・ケア対策の充実の観点から、地域医療の中心的な病院として、地域医療従事者の教育・研修の場として運用することにより、地域保健医療機関の相互の機能分担と連携を図り、更に地域全体の医療水準の向上を図る」ことを目的として平成20年6月に地域医療研修センターを旧国立指宿病院附属看護学校内に設置した。

## 医療機関の指定等
- 保険医療機関
- 救急告示病院
- エイズ協力病院[注釈 2]
- 地域医療支援病院
- 鹿児島県がん診療指定病院
- 鹿児島県肝疾患専門医医療機関
- 病院群輪番制参加病院
- 開放型病院
- DPC対象病院

## 周辺の施設
- ニシムタ指宿店

## 交通アクセス
- JR九州指宿枕崎線指宿駅より鹿児島交通バスで国立病院前下車。
- 市内循環バス「イッシーバス」で国立病院前下車。
- 国道226号沿い。